# Stemona kurzii
Stemona kurzii är en enhjärtbladig växtart som beskrevs av David Prain. Stemona kurzii ingår i släktet Stemona och familjen Stemonaceae.
Artens utbredningsområde är Burma. Inga underarter finns listade.